# Thomas Culpeper (courtisan)
Pour les articles homonymes, voir Thomas Culpeper.
Thomas Culpeper, parfois orthographié Thomas Culpepper (né vers 1514, exécuté le 10 décembre 1541), est un courtisan du roi Henri VIII d'Angleterre. Officier de la Maison du Roi, il se lia d'amitié avec la reine Catherine Howard et provoqua finalement sa disgrâce.

## Biographie

### Intrigues royales et conspirations
Thomas, fils d'Alexander Culpeper et de sa seconde femme Constance Chamberlayn, est un lointain parent de la famille Howard, très puissante à cette époque. Elle fut particulièrement influente après la chute du cardinal Thomas Wolsey en 1529, et pendant le bref règne d'Anne Boleyn (1533-1536).
Il semble que Culpeper est entré au service du roi alors qu'Anne était déjà reine. Cependant, on n'a aucune trace d'une rencontre entre Anne Boleyn ou même Jeanne Seymour et lui, ce qui laisse à penser qu'il ne fut guère influent à la cour avant 1537.
Thomas est séduisant. On le décrit comme un « beau jeune homme », et il devient un grand favori du roi. Henri donne à Culpeper le titre de Gentleman to the King's Privy Chamber, ce qui lui donne un accès intime au roi, car ce poste consiste entre autres charges à vêtir le roi ou à dormir dans sa chambre. Il fait partie du groupe restreint de privilégiés qui accueillent la fiancée allemande d'Henri, Anne de Clèves, à son arrivée en Angleterre. Mais en 1539, il est accusé d'avoir violé l'épouse d'un garde forestier et d'avoir tué un villageois. Ses hommes auraient notamment maintenu la villageoise pendant qu'il la violait. Mais l'auteur du viol pourrait être le frère de Thomas, aussi appelé Thomas. Henry VIII lui pardonne, qualifiant l'incident d'une « plaisanterie ».

### Relation avec Catherine Howard
En 1540, Culpeper attire l'attention de la nouvelle jeune fiancée, Catherine Howard. Dès 1541, ils passent du temps ensemble, souvent seuls, et même tard la nuit, sous l'impulsion de la dame d'honneur de Catherine, Jane Boleyn, vicomtesse de Rochford et belle-sœur de feue Anne Boleyn. L'affaire va causer la chute de toutes les personnes impliquées.
Le récit des aventures galantes de Catherine avant son mariage est venu aux oreilles de l'archevêque de Cantorbéry Thomas Cranmer. L'enquête diligentée par Cranmer révèle des rumeurs faisant état d'une liaison entre la reine Catherine et Culpeper. Ce dernier est arrêté et interrogé. Lui et la reine nient ces allégations, mais une lettre d'amour de Catherine adressée au courtisan constitue la preuve que Cranmer recherche. On doute toujours de la consommation sexuelle de la relation entre la reine et Culpeper, mais la lettre montre clairement les sentiments qu'elle éprouve envers lui. Il y est également fait référence à Jane Boleyn.
Il est difficile de savoir si le désir de Culpeper pour la reine est l'expression d'un réel amour, et ou s'il est commandé par son ambition politique. Être l'amant de Catherine, reine d'Angleterre, lui aurait certainement apporté un puissant pouvoir à la Cour. Cependant, Culpeper échoue totalement, comptant trop sur son amitié avec le roi et sur la discrétion de la reine.

### Chute et exécution
Culpeper est arrêté par ordre royal. En décembre 1541, il est jugé pour trahison ainsi que Francis Dereham, qui est également accusé d'avoir eu des relations sexuelles avec la reine avant son mariage. Catherine n'a aucunement caché sa liaison avec Culpeper aux membres de sa maisonnée, qui témoignent contre elle pour se protéger eux-mêmes.
Il est affirmé que la reine a séduit Culpeper, mais l'inverse aurait pu être tout aussi vrai. Le destin des protagonistes est scellé par les témoignages faisant état de rencontres à Hatfield Palace et pendant la chevauchée royale vers le nord de l'Angleterre durant l'été 1541. Sous la torture, Culpeper avoue avoir eu des relations sexuelles avec Catherine. Lui et Dereham sont reconnus coupables et condamnés à mort.
La méthode d'exécution prévue pour le crime de haute trahison était particulièrement atroce. Les deux condamnés auraient dû être « pendus, étripés et découpés en quartiers », c'est-à-dire pendus par le cou, éviscérés alors qu'ils étaient encore en vie, décapités et découpés en quartiers. Les deux hommes implorent clémence ; Culpeper, probablement grâce à son ancienne intimité avec le roi, voit sa sentence commuée en simple décapitation. Le malheureux Dereham n'eut pas le droit au même traitement.
Culpeper est exécuté avec Dereham à Tyburn, le 10 décembre 1541, et leurs têtes sont exposées sur le pont de Londres. Culpeper est enterré à l'église du Saint-Sépulcre à Londres.
La reine et Lady Rochford furent, quant à elles, exécutées à la tour de Londres le 13 février 1542.

### Sources
- (en) Cet article est partiellement ou en totalité issu de l’article de Wikipédia en anglais intitulé « Thomas Culpeper » (voir la liste des auteurs).
- Georges Minois, Henri VIII, Fayard, 1989  (ISBN 978-2-213-02315-1)

### Note
1. ↑  L'expédition était considérable : elle comptait 5 000 cavaliers, 1 000 fantassins, de l'artillerie, plus la cour. Elle se mit en route vers le nord du royaume le 18 juin 1541 et après 250 kilomètres arriva à York le 18 septembre 1541, où Henri VIII patienta vainement 8 jours, attendant l'arrivée de Jacques V d'Écosse, qui ne vint pas (Georges Minois, p. 461).

### Télévision
- 2009-2010 : Les Tudors, série TV de Michael Hirst, avec Torrance Coombs dans le rôle de Culpeper